# Burg Schönfels
Die Burg Schönfels ist eine typische Höhenburg auf 393 m ü. NN im Ortsteil Schönfels der Gemeinde Lichtentanne im sächsischen Landkreis Zwickau. Sie wurde auf einem Felssporn aus Diabasgestein im 12. Jahrhundert als Zentrum einer mittelalterlichen Kolonisation und Feudalsitz errichtet. Im 15. und 16. Jahrhundert erhielt die Burg eine Umgestaltung im Stil der Spätgotik und Renaissance.
Auf der Burg befindet sich ein 1975 eröffnetes Museum und ein Burgrestaurant.

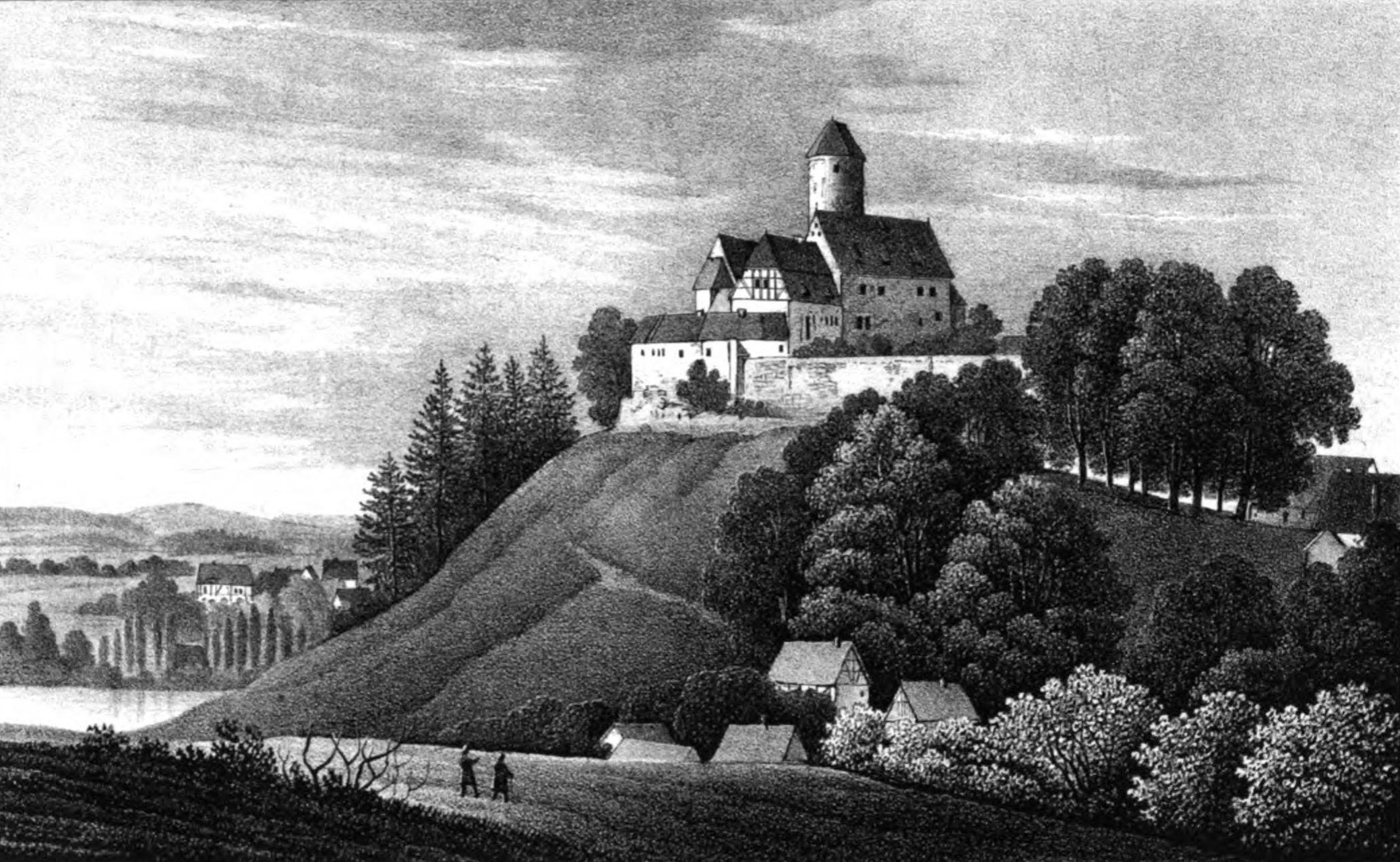
Zeichnung der Burg, 1836

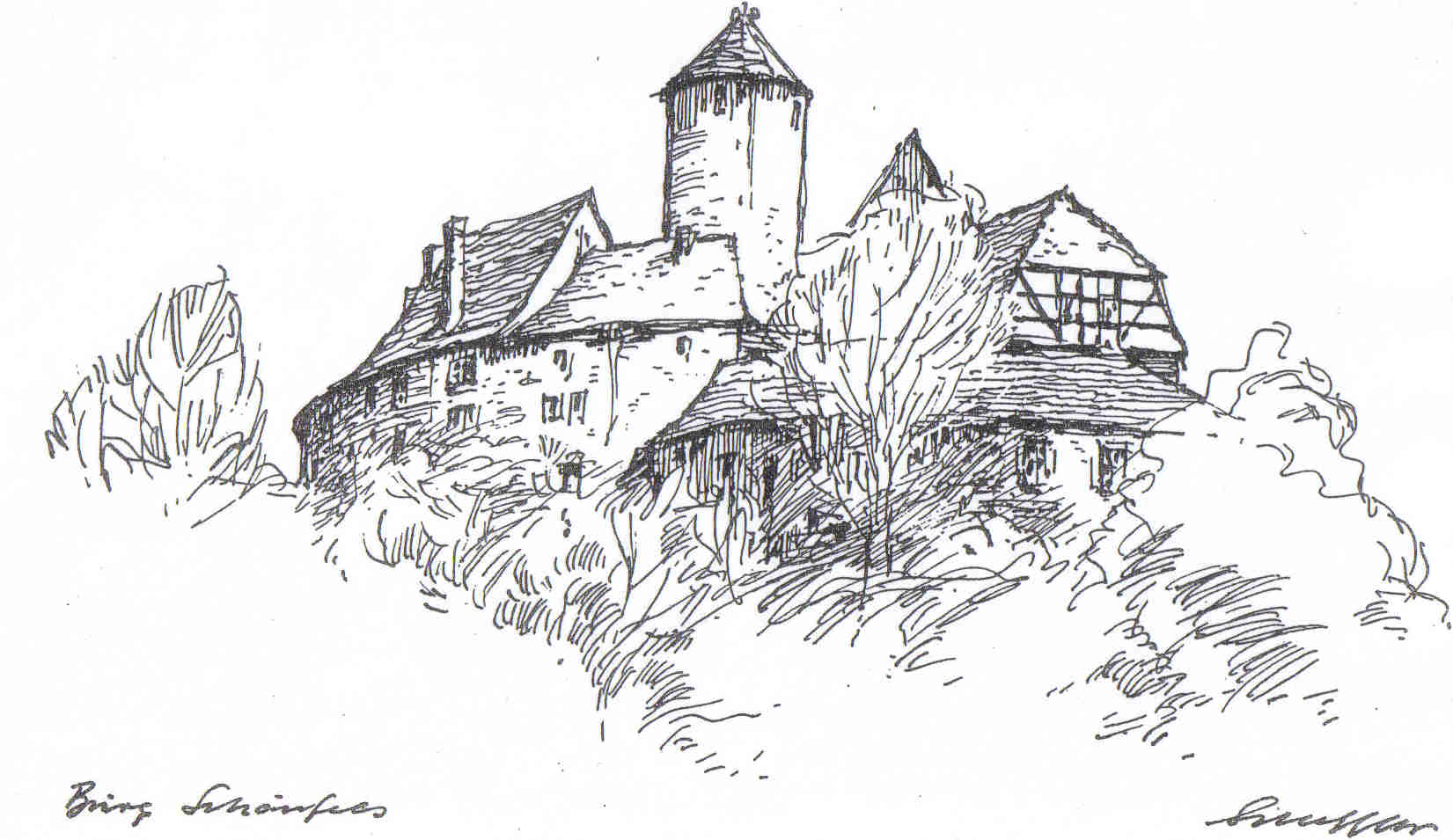
Zeichnung von Heini Scheffler

## Lage
Im Norden von Schönfels auf einem Basaltkegel in einer Schleife des Schönfelser Baches.

## Geschichte
Erste Besitzer der an der Reichsstraße Via Imperii gelegenen Burg waren die von Schönfels, die als Burgmannen von Schönfels (castellani de Schoninvels) in einer Urkunde des Bischofs Engelhard zu Naumburg vom 25. April 1225 erstmals Erwähnung finden. Nach 1200 besaßen die Vögte von Gera und Plauen die mittelalterliche Burg als Lehen und hielten sie bis zum vogtländischen Krieg im Jahr 1354 und darüber hinaus. Noch 1326 verfügte Heinrich II. Reuß von Plauen allein über Schönfels. Eine Urkunde von 1326 benennt Reynold und Golnitz von Schonfels. 1349/50 hatte Heinrich Reuß von Plauen die Burg von Markgraf Friedrich dem Strengen von Meißen zu Lehen. 1368 bestätigte Kaiser Karl IV. den Reußen das Lehen über Schönfels. Nach dem Tod von Heinrich IV. Reuß von Plauen, Herr zu Ronneburg, im Jahr 1398 fiel die Anlage an die Wettiner, und ab jenem Jahr führte Dietrich von Planitz als Vogt die Rechnung für den Markgrafen Wilhelm I. über die Vogtei Schönfels mit Werdau und Stenn. 1402 überließ der Markgraf Wilhelm I. dem Dietrich von der Planitz die Vogtei Schönfels.
Otto von Scheidingen erwarb 1450 Burg Schönfels und wurde am 3. Juli 1456 damit belehnt.
1459 erwarb die Familie von Weißenbach die Burg und hielt sie bis 1586. Aus dieser Familie stammte der spätere Bischof von Meißen Johann V. von Weißenbach. Durch die Leipziger Teilung kam Schönfels 1485 zum ernestinischen Kurfürstentum, fiel aber 1547 nach der Wittenberger Kapitulation der Ernestiner an das albertinische Kurfürstentum. Die Jahre in der Zeit von 1586 bis 1770 sind durch mehrfache Besitzerwechsel geprägt. Unter den Burgbesitzern jener Zeit finden sich die Familien von Milckau, von Carlowitz, von Groß zu Altenhain und von Dieskau.

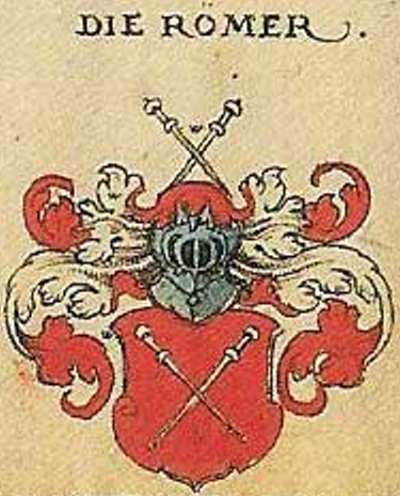
Wappen derer von Römer

Von 1770 bis 1945 war die Burg im Besitz des von Römer-Rauenstein’schen Familiengestifts. Die 1470 mit Martin Römer geadelte Zwickauer Kaufmannsfamilie war über fünf Jahrhunderte dem sächsischen Bergbau eng verbunden, insbesondere am Schneeberger Silberbergbau beteiligt und dadurch zu großem Vermögen gekommen. Ihre Familienstiftung wurde von zwei Geschlechtssenioren geführt, die die Erträge des Ritterguts an die Mitglieder der Familie verteilten. Da diese jedoch eigene Güter und Wohnsitze in der weiteren Umgebung hatten, war die Burg – mit Ausnahme der Försterwohnung in der Unterburg – zwischen 1770 und 1945 praktisch unbewohnt. Dies erklärt den hervorragenden historischen Erhaltungszustand der Burganlage, die über Jahrhunderte stets sorgsam erhalten, aber nie modernisiert wurde.
1945 erfolgte die Enteignung und der Übergang in Volkseigentum. Nach aufwändiger Restaurierung unter Berücksichtigung des Denkmalschutzes wurde die Anlage 1975 als Museum der Öffentlichkeit übergeben. Im Jahr 1988 wurde der Film Die Geschichte von der Gänseprinzessin und ihrem treuen Pferd Falada auf der Burg gedreht, ehe sie 1994 erneut als Filmkulisse diente. In jenem Jahr fanden dort die Dreharbeiten zu Eingeschlossen – Die Nacht mit einem Mörder statt.
Am 18. Januar 1971 wurde das Burgareal als Bodendenkmal eingetragen. Funde hatte es hier laut Volkmar Geupel (vor 1983) keine gegeben.
Seit 1995 befindet sich die Burg im Besitz der Gemeinde Lichtentanne, in deren Trägerschaft auch der Museumsbetrieb geführt wird. Sie wird gefördert vom Kulturraum Vogtland-Zwickau. Der Förderverein Burg Schönfels e. V. (Vorsitzender: Benno von Römer) beteiligt sich konzeptionell und finanziell an der denkmalpflegerischen Instandsetzung, der Erstellung des Jahresprogramms der Veranstaltungen und Ausstellungen sowie der Öffentlichkeitsarbeit.

## Beschreibung
Schönfels ist eine Höhenburg, die um 1200 gegründet und deren Kernburg auf ovalem Grundriss als zweihöfige Burganlage erbaut wurde. Ein Ausbau fand vor allem im 15. bis 17. Jahrhundert statt. Zur Anlage gehören Wehrgang, Laubengang, Bergfried, Vorburg und Torhalle mit Schallloch. Außerdem existiert eine spätgotische Bohlenstube. Die Burgkapelle aus dem 17. Jahrhundert ist mit einem wertvollen Flügelaltar ausgestattet. Die Altarmalereien stammen von Mathias Crodel dem Jüngeren. Außerdem besitzt sie eine in Europa einmalige Schrank-Holzorgel aus der Zeit um 1730.

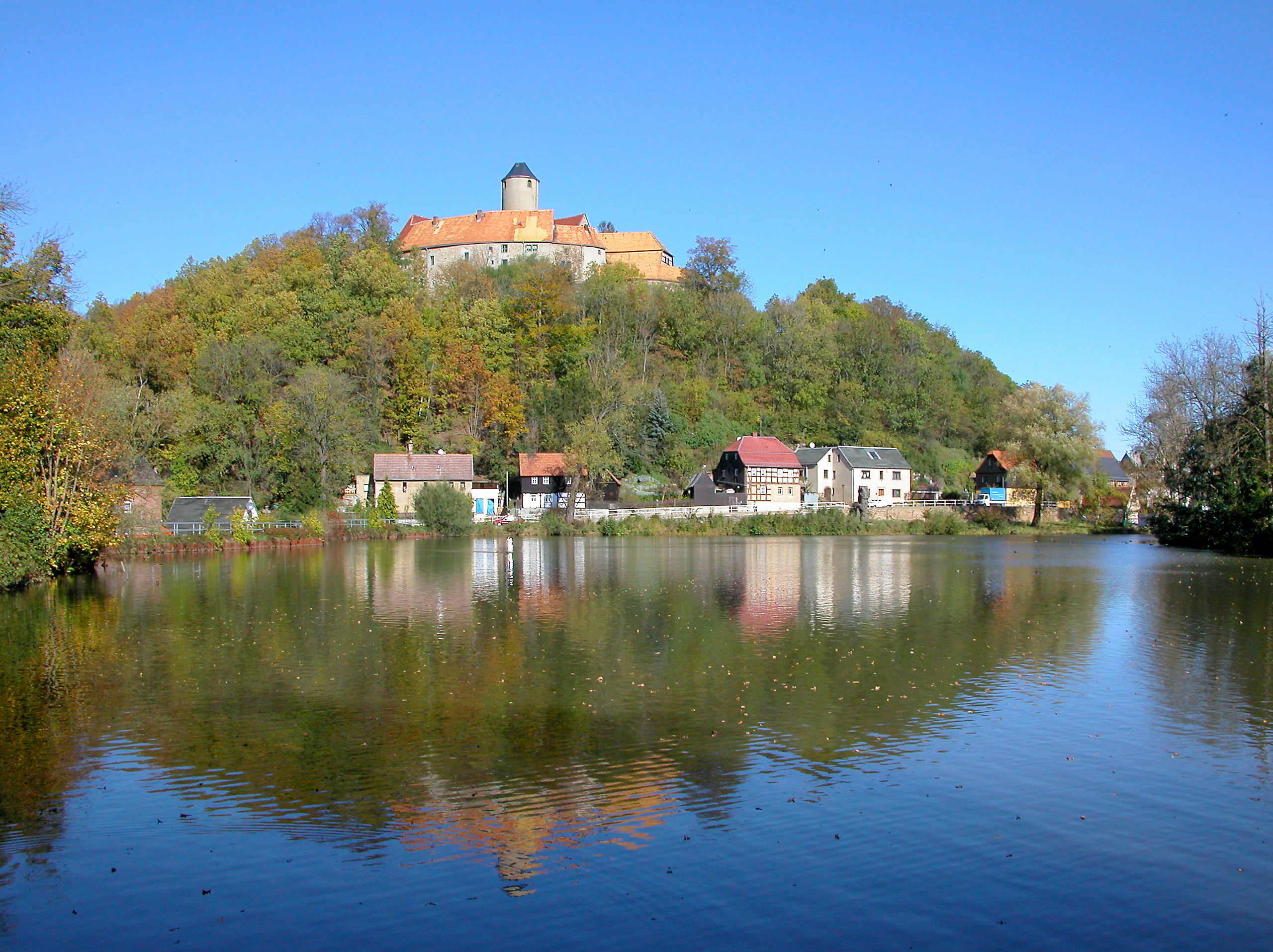
Burg Altschönfels von Süden, 2007
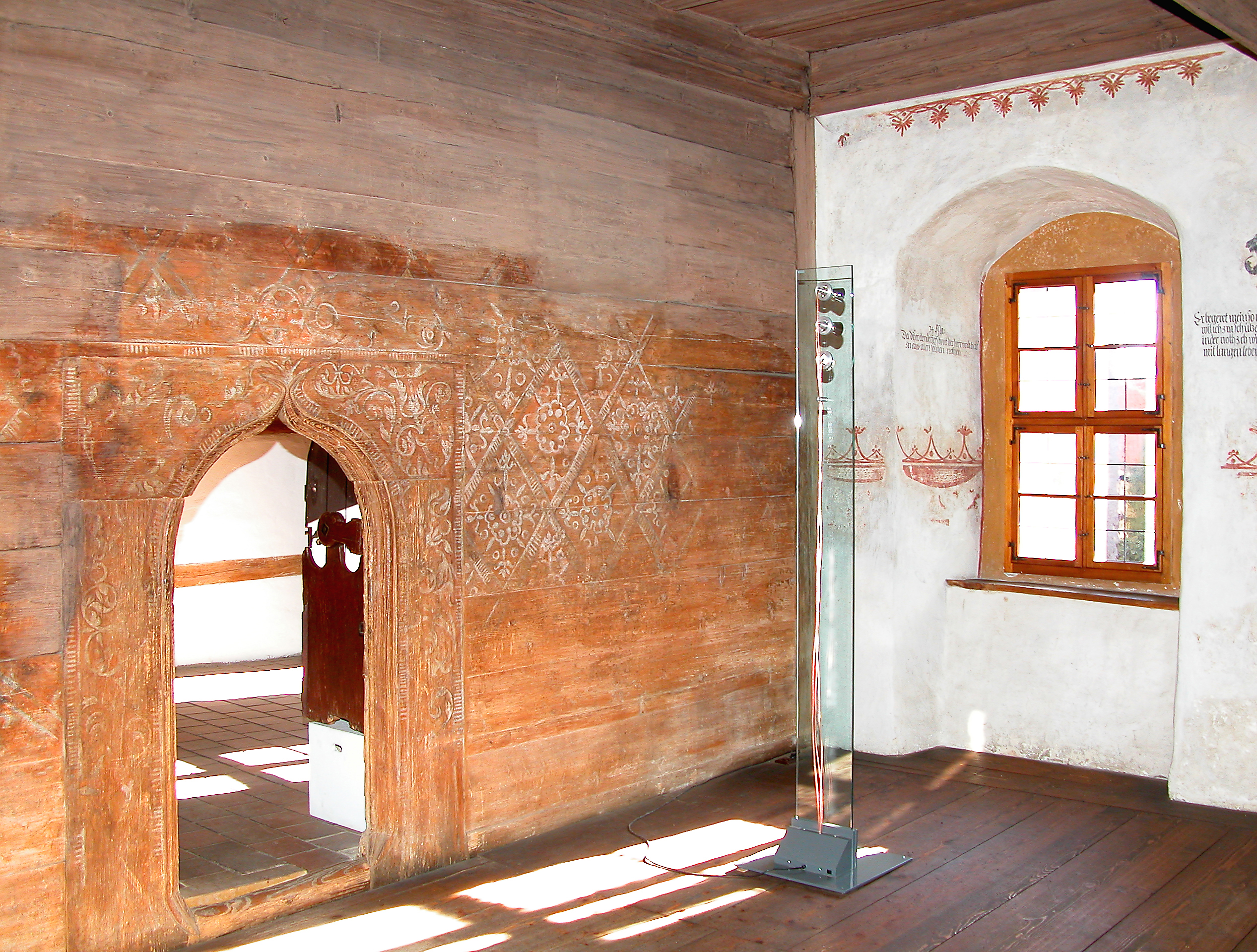
Bohlenstube mit Kielbogentür
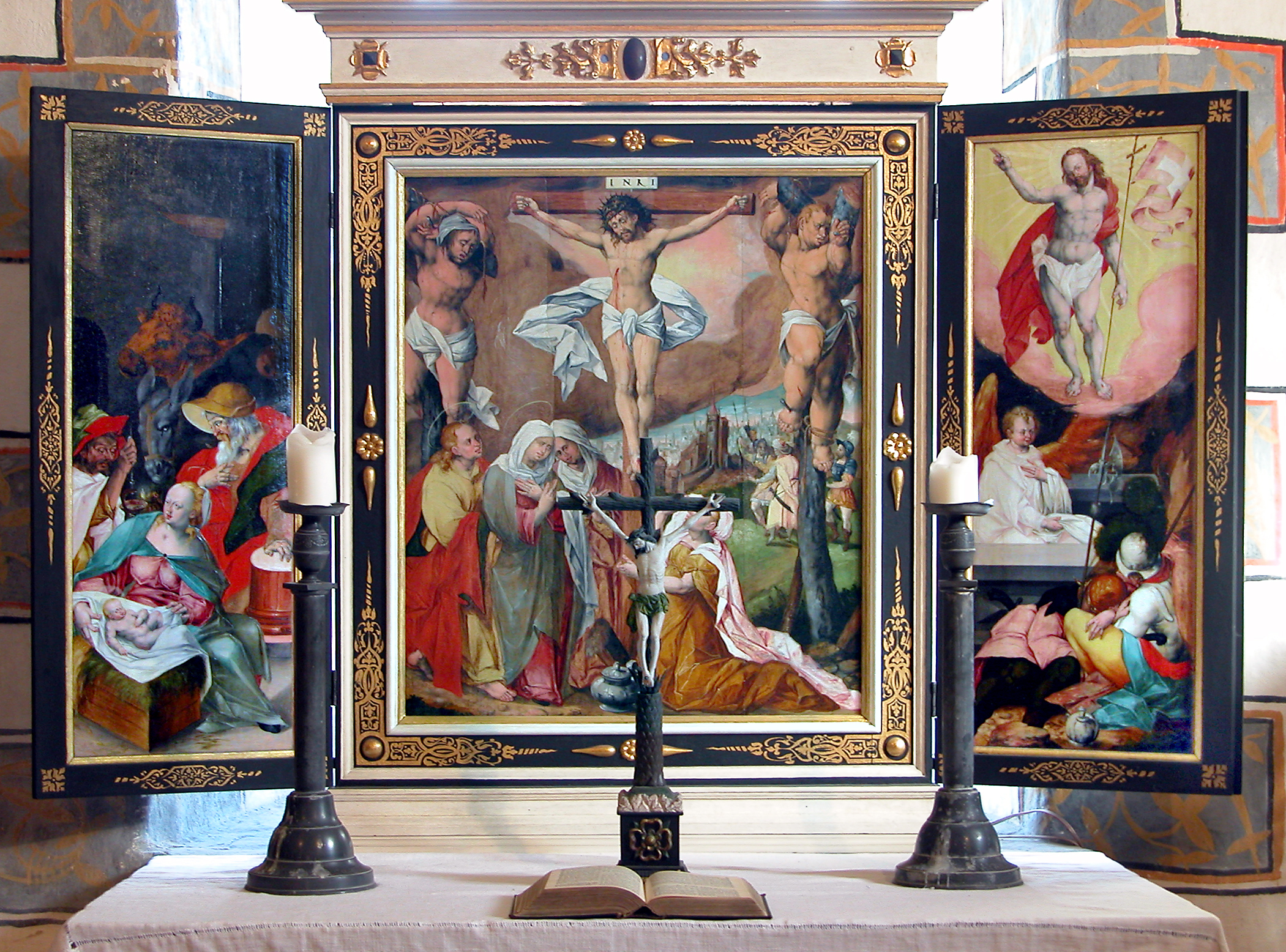
Flügelaltar um 1600 von M. Krodel d. J.
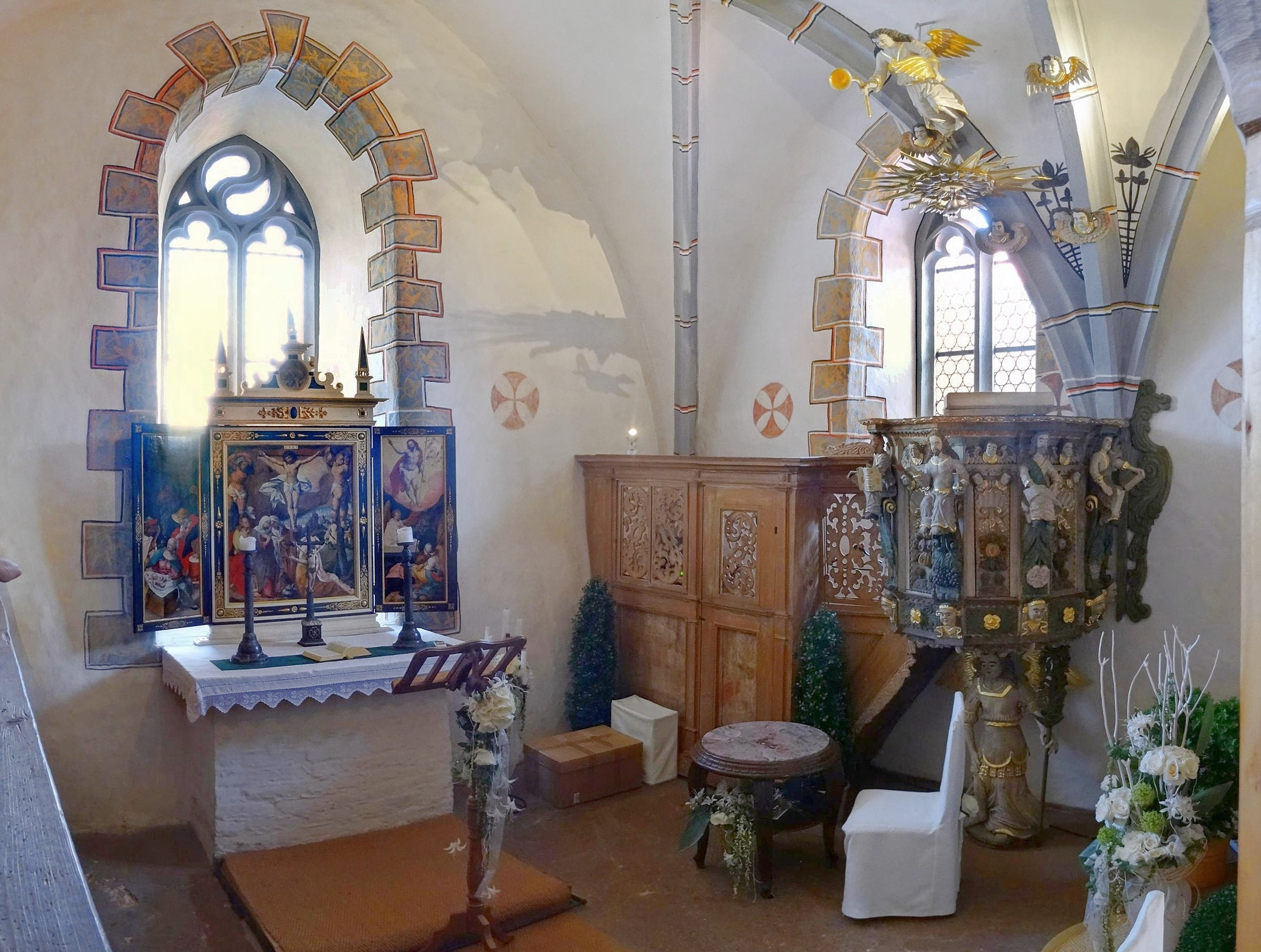
Burgkapelle